# Basisschool de Wouter
Basisschool de Wouter is een van de basisscholen van America, in de Nederlands Limburgse gemeente Horst aan de Maas.

## Geschiedenis
De eerste openbare lagere school van America opende op 1 april 1888 haar deuren, met Dhr. Nusselein als schoolhoofd. Voor die tijd waren de kinderen aangewezen op de scholen in Meterik en Horst. 
Rond de jaren 20 werd de openbare school van America door Pastoor Houben omgezet in een katholieke school. De Zusters van de Goddelijke Voorzienigheid zette de school in 1926 om in meisjesschool en kreeg de naam Heilig Hartschool. Voor de jongens werd een nieuwe school gebouwd, op de locatie waar de huidige school staat. 
Op 1 september 1964 werd de meisjesschool bij de jongensschool gevoegd. In 1971 werd het te klein geworden gebouw gesloopt en groter herbouwd. Sinds 26 oktober 1984 draagt de school de naam De Wouter, vernoemd naar een oude gebiedsbenaming.